# 구글 커런츠
구글 커런츠(Google Currents, 구 명칭: Google+ for G Suite)는 내부 기업 소통을 위해 구글에서 개발한 소프트웨어였다. 구글 워크스페이스 제품군을 구성하는 많은 제품 중 하나이다.
구글 커런츠는 2011년부터 2013년까지 사용자에게 잡지의 전자 라이브러리에 대한 액세스 권한을 제공했던 동일한 이름의 구글 앱과는 달랐다. 2023년 3월 구글 챗의 스페이스 기능으로 대체되었다. 2023년 7월 5일 비즈니스 및 교육에 대한 종료를 발표했다.

## 같이 보기
- 구글 웨이브
- 구글 버즈
- 구글+
- 야머